# لورانس غوردون
لورانس غوردون (بالإنجليزية: Lawrence Gordon)‏ هو منتج أفلام أمريكي، ولد في 25 مارس 1936 في يازو سيتي في الولايات المتحدة.

## وصلات خارجية
- لورانس غوردون على موقع IMDb (الإنجليزية)
- لورانس غوردون على موقع ميوزك برينز (الإنجليزية)
- لورانس غوردون على موقع بوكس أوفيس موجو (الإنجليزية)
- لورانس غوردون على موقع قاعدة بيانات الأفلام السويدية (السويدية)
- لورانس غوردون على موقع قاعدة بيانات الفيلم (الإنجليزية)